# مرغ باران خرمگسی
مرغ باران خرمگسی (نام علمی: Pterodroma) نام یک سرده از تیره کبوتردریاییان است.